# Saint-Victor-et-Melvieu
 Saint-Victor-et-Melvieu  (en occitano Sant Victor e Malviu) es una población y comuna francesa, situada en la región de Mediodía-Pirineos, departamento de Aveyron, en el distrito de Millau y cantón de Saint-Rome-de-Tarn.

## Demografía
| 456 | 367 | 296 | 305 | 299 | 329 |
| Para los censos de 1962 a 1999 la población legal corresponde a la población sin duplicidades (Fuente: INSEE [Consultar]) |     |     |     |     |     |